# Rosa Massara de Capitani
Rosa Massara de Capitani (Pavia, 1849 - Milà, 25 de novembre 1925) va ser una poeta italiana que escriví sobretot en el dialecte milanès de la llengua llombarda.
Va néixer a Pavia i se trasllada a la capital llombarda de noia. Treballà com a ensenyant, i després inspectora, de les escoles primàries. Escriví obres per els xiquets en italià, però la seva gran producció va ser en llombard, amb la recollida "A l'ombra del Domm", i va ser autora del test de cançons llombardes com a Ah, i donnet!, Oimè!, Sô de lui!, La mia canzon i Amor.
Avui és enterrada al Cementiri Major de Milà. Té un carrer amb el seu nom a Milà, en la zona de Bovisa.